# Janusz Królik
Janusz Królik (ur. 20 maja 1932 w Siedlcach, zm. 23 października 2010 tamże) – historyk sztuki, muzealnik, malarz.
Absolwent Wydziału Historii Uniwersytetu Warszawskiego (1955) i Podyplomowego Studium Muzealnego na Uniwersytecie im. Kopernika w Toruniu, studiował też jako ekstern w Akademii Sztuk Pięknych w Warszawie. Był kierownikiem Muzeum im. Chopina w Żelazowej Woli, plastykiem projektantem w „Ars Christiana” i przez 42 lata (1962-2004) dyrektorem Muzeum Romantyzmu w Opinogórze. Później pracował jako kierownik działu historii w Muzeum Romantyzmu.
Twórca wielu stałych i czasowych ekspozycji muzealnych, autor kilkuset prac malarskich. Inicjator budowy pomnika Zygmunta Krasińskiego w Opinogórze, ufundowania tablicy upamiętniającej hrabiego Edwarda Krasińskiego w kościele w Opinogórze.
Założyciel i były prezes Towarzystwa Miłośników Opinogóry, przewodniczący Rady Programowej Ośrodka Studiów Epoki Napoleońskiej w Akademii Humanistycznej w Pułtusku, wiceprezes Oddziału Mazowieckiego Stowarzyszenia Muzealników Polskich, autor kilkakrotnie wznawianego przewodnika po Opinogórze oraz licznych artykułów i opracowań z zakresu historii sztuki w prasie regionalnej i krajowej.
Uhonorowany wieloma odznaczeniami, m.in. Krzyżem Kawalerskim Orderu Odrodzenia Polski Złotym i Srebrnym Krzyżem Zasługi, Medalem 40-lecia Polski Ludowej, Srebrną Odznaką „Za zasługi dla województwa warszawskiego”, odznaką „Zasłużony dla województwa ciechanowskiego” i odznaką „Zasłużony Działacz Kultury”. W 1996 został laureatem Nagrody im. Franciszka Rajkowskiego.
Zmarł nagle podczas pobytu u rodziny w Siedlcach.